# Sophie Schmidt
Sophie Schmidt (Winnipeg, 28 juni 1988) is een Canadees voetbalster die speelt voor het Amerikaanse magicJack. Ze speelt ook voor het Canadees vrouwenelftal. 

## Clubcarrière
| Jaar         | Club                |
| ------------ | ------------------- |
| 2005 - 2007  | Vancouver Whitecaps |
| 2007 - 2010  | Portland Pilots     |
| 2011 – heden | magicJack           |